# Pilar Alonso
Pilar Alonso i Moll (Mahón, 15 de febrero de 1897-Madrid, 27 de mayo de 1980) fue una cantante de cuplés española. Fue la figura más emblemática del cuplé catalán de finales de la primera década del siglo XX y mediados de los años 20.

## Trayectoria
Su padre era barbero y músico y su madre, peluquera. Con 12 años, cuando estaban de moda las variedades y la actriz Raquel Meller había cobrado gran auge, recibió las primeras nociones de música de la mano de su padre. Así, comenzó a cantar en la peluquería de su madre los cuplés más populares, y empezaron a llamarla "la pequeña Raquel". A los 15 años, debutó en Mallorca y, junto a su padre, decidieron probar fortuna en el mundo del cuplé e hicieron un viaje a Barcelona.
Alonso debutó en 1917 en el Teatro Eldorado localizado en la Rambla de Cataluña, esquina con la Plaza de Cataluña (donde luego se situó el Teatro Barcelona) y consiguió sus primeros éxitos. En este local desfilaban las mejores cupletistas de la época, como Raquel Meller, Paquita Escribano o la Bella Chelito, entre otras. Actuó también en el resto de España aunque con menos frecuencia. 
Entre 1915 y 1925 era consideraba la reina del cuplé, y fue la cupletista que más discos grabó en los años 20, inmortalizando éxitos como Les caramelles, La Fornereta, La Marieta d'ull viu, L'Ombrella, Els focs artificials y La Font del Gat entre muchos otros, que fueron incorporados a los repertorios habituales de los artistas de la época. Dos de sus creaciones más famosas fueron Sus pícaros ojos y Nena, que por lo satírico e irónico de sus letras y por cómo las cantaba son consideradas como precursoras de la Nova Cançó catalana. El cuplé que le abrió las puertas del éxito fue Les Caramelles, con letra de Juan Misterio (pseudónimo de Joan Casas i Vila) y música de Cándida Pérez, estrenado en el teatro Eldorado a finales de 1919. 
La carrera artística de Alonso fue relativamente corta pero fulgurante. Se retiró en 1926 para casarse con un admirador, con el que tuvo dos hijas, y nunca más volvió a subir a un escenario para interpretar cuplés.